# Жолт Кальмар
Жолт Кальмар (угор. Zsolt Kalmár, нар. 9 червня 1995, Дьєр) — угорський футболіст, півзахисник словацького клубу «ДАК 1904».
Виступав, зокрема, за клуби «Дьйор», «РБ Лейпциг» та «РБ Лейпциг», а також національну збірну Угорщини.
Чемпіон Угорщини. Володар Суперкубка Угорщини.

## Клубна кар'єра
У дорослому футболі дебютував 2012 року виступами за команду «Дьйор», у якій провів два сезони, взявши участь у 23 матчах чемпіонату. 
Своєю грою за цю команду привернув увагу представників тренерського штабу клубу «РБ Лейпциг», до складу якого приєднався 2014 року. Відіграв за клуб з Лейпцига наступні два сезони своєї ігрової кар'єри.
Згодом з 2014 по 2016 рік грав у складі команд «РБ Лейпциг II» та «Франкфурт».
У 2016 році повернувся до клубу «РБ Лейпциг». Цього разу провів у складі його команди один сезон. 
Протягом 2016—2017 років виступав за «РБ Лейпциг II» та «Брондбю».
До складу клубу «ДАК 1904» приєднався 2017 року. Станом на 7 березня 2021 року відіграв за команду з міста Дунайска-Стреда 91 матч в національному чемпіонаті.

## Виступи за збірні
У 2011 році дебютував у складі юнацької збірної Угорщини (U-17), загалом на юнацькому рівні взяв участь у 18 іграх, відзначившись 2 забитими голами.
Протягом 2015–2016 років залучався до складу молодіжної збірної Угорщини. На молодіжному рівні зіграв у 8 офіційних матчах, забив 1 гол.
У 2014 році дебютував в офіційних матчах у складі національної збірної Угорщини.

## Титули і досягнення
- Чемпіон Угорщини (1):

«Дьйор»: 2012-2013
- Володар Суперкубка Угорщини (1):

«Дьйор»: 2013